# 道の駅東由利

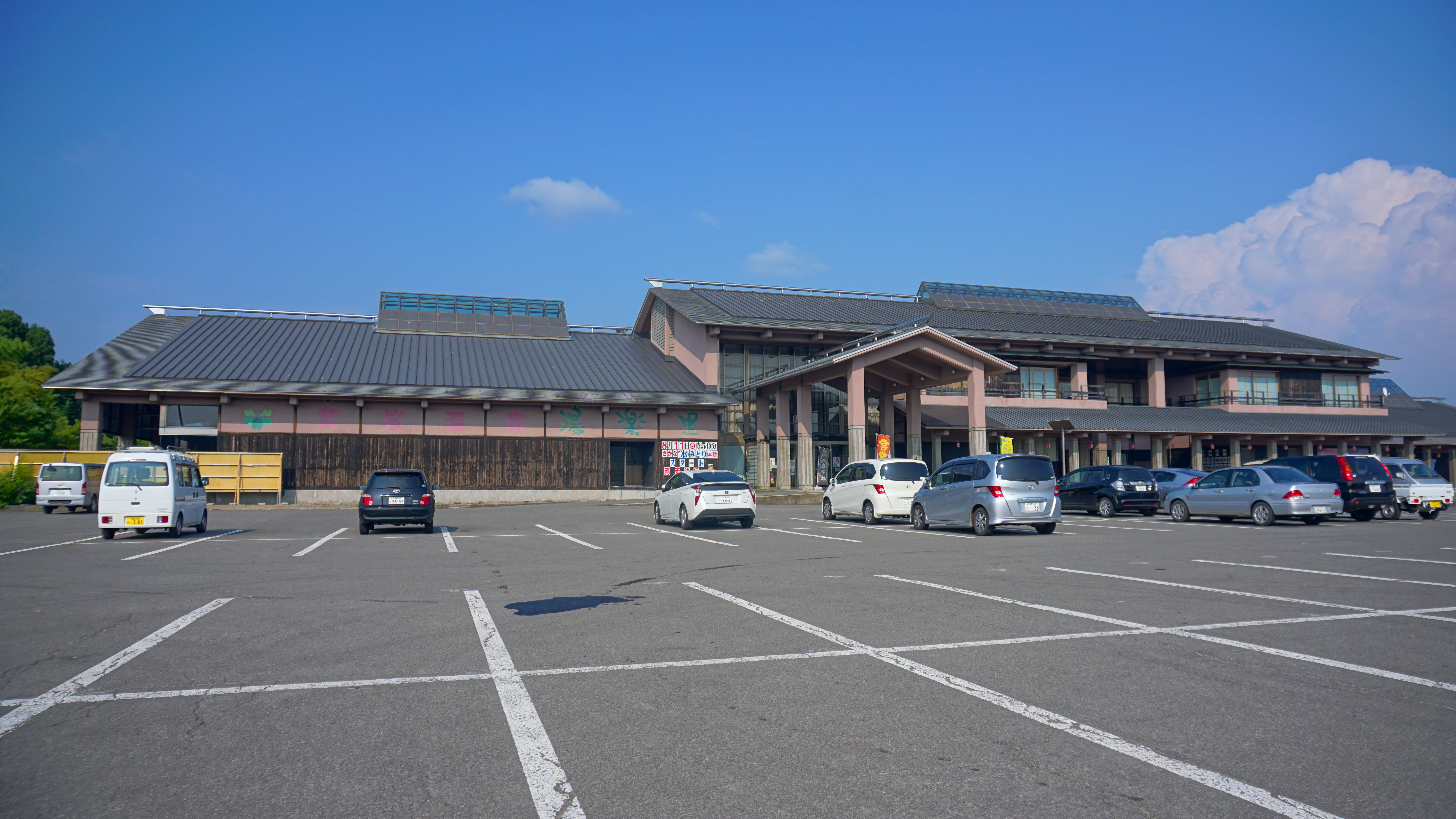
黄桜温泉「湯楽里」

道の駅東由利（みちのえき ひがしゆり）は、秋田県由利本荘市にある国道107号（国道398号重複）の道の駅である。

## 概要
秋田県による情報提供施設のほか、由利本荘市（旧由利郡東由利町）により以下の施設が整備されている。
1995年（平成7年）11月9日に温泉保養センターと産地形成促進施設が営業開始、1996年（平成8年）4月16日に道の駅に登録された。1997年（平成9年）7月19日には地場産業センターがオープンしている。
1998年、「陸の灯台“黄桜の里”」で、平成10年度手づくり郷土賞受賞。
2021年（令和3年）3月末にぷれっその核テナントである「エーコープ」が撤退し、同年5月に「アックスフーズマート」が出店した。アックスフーズマートは2024年（令和6年）1月31日をもって撤退したが、ぷれっその指定管理者である協同組合東由利ショッピングプラザが運営を引き継ぎ「スーパーぷれっそ」として再開業した。アックスフーズマートを運営していたミサトフーズ（本社：美郷町）は組合に対して運営ノウハウを提供し、仕入先も引き継いだ他、一部商品は同社が引き続き調達する。
アックスが出店する際、誘致した市は運営会社に対して同地区にある東由利小・中学校および市の老人ホームに対して食材の納入を行うよう要望し、テナント料や光熱費等を含めた使用料を年間約1,200万円として組合と契約した。ただ、食材の納入は一部しか実現しなかった他、使用料の大幅な値上げ、店舗内設備の改善や土産物の取り扱いなどが受け入れられなく、市に対する信頼が揺らいだことで撤退に至ったとしている。
道の駅東由利内の温泉施設「湯楽里（ゆらり）」を運営する第三セクターである黄桜の里については、資金繰り悪化のため、2025年（令和7年）3月末で解散することになった。これにより、湯楽里は2025年1月末をもって営業を休止した。市は2024年12月中に新たな指定管理者を募集し、運営を第三セクターから民間へと移す方針で、応募がなかった場合は市の直営も検討するとしていた。しかし、2025年3月までに2度公募が行われたが応募者はなく、2025年5月14日に由利本荘市直営で営業を再開することになった。

## 施設
- 駐車場
  - 普通車：99台
  - 大型車：18台
  - 身障者用：3台
- トイレ
  - 男：大 6器（4器）、小 10器（6器）
  - 女：10器（6器）
  - 身障者用：1器（1器）

※（）内は、24時間利用可能
- 公衆電話：1台
- 公衆FAX：1台
- 情報提供施設
- 温泉保養センター
黄桜温泉「湯楽里」
- 産地形成促進施設
お食事処「やしお」（11:00 - 21:00、ラストオーダー 20:30）
- 地場産業センター
ふれあいプラザ「ぷれっそ」（9:30 - 19:30）
スーパー「ぷれっそ」（9:00 - 17:00[3]）
フレッシュ野菜直売所
- ふれあい広場

## 休館日
- 無休

## アクセス
- 国道107号 - 登録路線
- 国道398号重複
- 秋田県道48号横手東由利線
- 羽後交通本荘・横手線で、道の駅黄桜の里にて下車。